# Zusenko
Zusenko – wieś w Polsce położona w województwie podlaskim, w powiecie suwalskim, w gminie Przerośl.
W latach 1975–1998 miejscowość administracyjnie należała do województwa suwalskiego.
Do 2005 roku wieś nosiła nazwę Zusienko.